# Pierre Marty (brigade Marty)
Pierre Marie Albert Marty, né le 24 novembre 1900 à Constantine (Algérie) et décédé le 12 juillet 1949 à Toulouse, est un haut fonctionnaire de police français. Il est connu pour avoir participé activement, en Tunisie puis dans le sud de la France, à la répression politique contre les résistants, juifs, communistes et autres opposants politiques au gouvernement de Vichy.

## Biographie
Pierre Marty est le fils de "Jules" Jean Marty (1864-1942), pharmacien fils d'un charron de Dordogne émigré à Constantine et de Marie Lucie Tivollier (1878-19?), d'une famille de propriétaires fonciers de Bougie issue, quatre générations plus tôt, d'un fabricant de toiles venu d'Isère.
Il devient commissaire de la marine marchande à la Compagnie Transatlantique, avant de se reconvertir comme directeur d’une société commerciale.
Il épouse Jacqueline Legrand au Havre le 10 décembre 1925.
La Seconde Guerre mondiale vient priver Pierre Marty de son emploi. Militant à l'Action française (AF), il bénéficie alors de la recommandation d'un amiral pour entrer dans la police de Vichy.

## Carrière
Pierre Marty est  recruté le 7 octobre 1940 comme commissaire à titre provisoire aux renseignements généraux de la police française à Bizerte (Tunisie).
Il exerce, à compter du 25 janvier 1943, la fonction de contrôleur général de Bizerte par intérim.
Il devient commissaire principal le 3 mai 1943.
Il est promu contrôleur général de la police en avril 1943, à la veille de sa prise de fonctions à Montpellier.
Il est nommé intendant de police à Montpellier le 6 octobre 1943.
A la promulgation de la loi no 33 du 20 janvier 1944 instituant des cours martiales (JO du 21 janvier 1944, p. 238), il devient président de la Cour martiale du secrétariat d’État au maintien de l’ordre (cour martiale de la Milice,) de la ville. Il choisit lui-même les détenus poursuivis, concentrant la répression sur les communistes des FTP, et rédige les procès-verbaux des condamnations à mort.
Il est affecté comme intendant de police à Toulouse le 15 avril 1944 ; son successeur à Montpellier est Charles Hornus, lui-même précédemment affecté à Toulouse.
Il est nommé chef de la police de Sigmaringen (Allemagne) où il est arrêté par l'armée américaine.
Remis aux autorités françaises, il est jugé par la Cour de justice de Toulouse qui le condamne à mort en 1949.
Pierre Marty est fusillé le 12 juillet 1949.

## La brigade Marty[13]

### Création de la brigade en Tunisie
A sa prise de fonctions à Bizerte en octobre 1940, Pierre Marty constitue au sein des renseignements généraux une équipe de cinq hommes chargée de poursuivre les adversaires du régime vichyste.
Au lendemain de l'opération Torch, en Tunisie, les hommes du Service d'ordre légionnaire (SOL) et du groupe de sécurité et d'action du Parti populaire français (PPF) sont regroupés au sein du nouveau Comité unifié d’action révolutionnaire (CUAR). Pierre Marty en prend la tête et procède, le 12 décembre 1942, à l'arrestation du préfet de Tunis, de son chef de cabinet, de l'intendant de police et du ministre de France ; le préfet et l'intendant de police sont déportés.
Le 10 mars 1943, les Allemands évacuent par avion l'équipe de Pierre Marty en Italie. Marty et son adjoint Cens, chargés des ultimes opérations de liquidation, quittent Tunis dans le dernier avion allemand pour Berlin. Quelques jours plus tard, les deux hommes sont envoyés à Paris.

### Reconstitution de la brigade à Montpellier
Pierre Marty reconstitue une brigade spéciale analogue à celle qu'il dirigeait en Tunisie. Elle comprend - outre certains des hommes de Bizerte - des militants du PPF ou du Parti franciste. Ce groupe reçoit bientôt le nom de "brigade sanglante".
Les hommes de la brigade se livrent à des arrestations arbitraires, pratiquent la torture (notamment à la Villa des Rosiers, de concert avec les allemands de la SS), commettent également extorsions, chantages et pillages au préjudice des juifs. Par ailleurs, la brigade conduit, avec la Milice, des opérations contre les maquis et détruit plusieurs groupes de partisans, jusqu'en Aveyron. Pour ce faire, elle recourt à l'infiltration d'agents qui permet de faire tomber des réseaux entiers, la méthode étant jugée plus efficace que la celle de la traque d'individus isolés.
A l'image de Karl Mahren, responsable du SIPO-SP (police de sureté allemande) de Montpellier aux ordres du Lieutenant-Colonel Hellmut Tanzmann qui s'était fait une spécialité d'infiltrer les milieux résistants pour mieux les détruire. Il pouvait compter sur l'aide de Pierre Marty. Il sera en relation avec le Dr Hoareau, chef départemental de la Milice française de l'Hérault.
Le 20 décembre 1943, les résistants détenus à la prison de Montpellier protestent contre le transfert à la maison centrale de Nîmes de deux d’entre eux, Khan et Heyres, en chantant la Marseillaise. Le 23 décembre 1943, ils récidivent pour protester contre le renvoi de Georges Charpak devant la section spéciale et font flotter pendant quelques minutes un drapeau tricolore à une fenêtre de la prison. Pierre Marty, accompagné de ses adjoints Castel, Cens et Laffargue et d'autres hommes de sa brigade, intervient dans la prison pour réprimer le mouvement en passant les prisonniers à tabac.
À partir de janvier 1944, la "brigade sanglante" torture des résistants communistes dans les locaux de la Villa des Rosiers réquisitionnée par la Gestapo avant de les remettre à la cour martiale de la Milice, présidée par Pierre Marty, qui les condamne à être fusillés au stand de tir de la butte de La Madeleine à Villeneuve-lès-Maguelone. D'autres victimes de la "brigade sanglante" sont déportées après avoir été torturées.
En février 1944, Pierre Marty arrête les préfets Alfred Hontebeyrie et Jean Benedetti ; tous deux sont déportés comme otages au « camp spécial pour personnalités éminentes » (Sonderlager für prominente Persönlichkeiten) géré par le RSHA au château d'Eisenberg en Bohême.

### Activités de la brigade à Toulouse
La "brigade sanglante" de Pierre Marty poursuit dans la région toulousaine ses activités d'arrestation, de torture, d'exécution extrajudiciaire et d'infiltration des réseaux de résistance. 
Pierre Marty et ses hommes démantèlent la 35ème Brigade des FTP-MOI en avril 1944.
Le 28 juillet 1944, Pierre Marty ordonne le regroupement de 163 prisonniers du camp de Noé (Haute-Garonne) qui sont ensuite déportés à Ravensbrück et Buchenwald.